# Moto Guzzi GT "Norge"
La Moto Guzzi GT è una motocicletta sottocanna costruita alla fine degli anni 1920 dalla casa motociclistica di Mandello del Lario.
Chiamata anche "la moto dell'impresa" la Moto Guzzi GT è stata la protagonista del celebre raid compiuto nel 1928 da Giuseppe Guzzi, partito da Mandello e arrivato al circolo polare artico in 28 giorni, consumando 182 litri di benzina e tre pneumatici; in onore appunto del raid a Capo Nord coronato da successo il modello acquisì il nome Norge in ricordo del famoso dirigibile omonimo che aveva esplorato la regione artica.
La GT fu anche la prima moto ad essere dotata di telaio elastico che offre più comfort al pilota, senza compromettere le doti di stabilità. Il motore era un monocilindrico a 4 tempi da 498,4cm³ di cilindrata alimentato a carburatore e il cambio era a tre marce.
Il modello e la sua impresa sono stati anche ricordati con la rievocazione del 2006 effettuata a bordo delle nuove Norge 1200.